# Musée d'Antigua-et-Barbuda
Le musée d'Antigua-et-Barbuda est un musée situé à Saint John's, à Antigua-et-Barbuda.

## Historique
Fondé en 1985, le musée d'Antigua-et-Barbuda est situé dans le palais de justice colonial, construit en 1747 sur le site du premier marché de la ville, et constitue le plus vieil édifice encore utilisé de Saint John's, à Antigua-et-Barbuda.

## Expositions
Le musée d'Antigua-et-Barbuda présente à la fois des artefacts arawaks et coloniaux récupérés lors de fouilles archéologiques sur les îles. Il conserve également une réplique grandeur nature d'une maison arawak, des modèles de plantations de canne à sucre, ainsi qu'une histoire de l'île et la batte de cricket de Viv Richards. Sa collection de locomotives transportant la canne à sucre comprend une Hudson-Hunslet, un Motor Rail Simplex « blindé », une Kerr Stuart de classe « Brésil » et une Plymouth de fabrication américaine.